# Hexapopha reimoseri
Espèce
Synonymes
- Xestaspis reimoseri Fage, 1938

Hexapopha reimoseri est une espèce d'araignées aranéomorphes de la famille des Oonopidae.

## Distribution
Cette espèce est endémique du Costa Rica. Elle se rencontre dans les provinces de Limón et de Heredia.

## Description
Le mâle holotype mesure 1,9 mm.
Le mâle décrit par Platnick, Berniker et Víquez en 2014 mesure 1,54 mm et la femelle 1,83 mm.

## Systématique et taxinomie
Cette espèce a été décrite sous le protonyme Xestaspis reimoseri par Fage en 1938. Elle est placée dans le genre Hexapopha par Platnick, Berniker et Víquez en 2014.

## Étymologie
Cette espèce est nommée en l'honneur d'Eduard Reimoser.

## Publication originale
- Fage, 1938 : « Quelques arachnides provenant de fourmilières ou de termitières du Costa Rica. » Bulletin du Muséum National d'Histoire Naturelle, sér. 2, vol. 10, p. 369-376.